# Thorbjørn Egner
Thorbjørn Egner (ur. 12 grudnia 1912 w Kristianii, zm. 24 grudnia 1990 w Oslo) – norweski dramatopisarz, autor piosenek i ilustrator, znany z twórczości dla dzieci.
W 1991 roku w parku rozrywki pod Kristiansand otwarto miasteczko Kardamon, zbudowane według książki Egnera Rozbójnicy z Kardamonu (Folk og røvere i Kardemomme by).
Pradziadek skoczka narciarskiego Halvora Egnera Graneruda.

## Nagrody i wyróżnienia
| Rok  | Kategoria        | Tytułem                        | Nagroda          | Nota | Źródło |
| ---- | ---------------- | ------------------------------ | ---------------- | ---- | ------ |
| 1975 | Barneplate       | Ole Brumm Og Vennene Hans      | Spellemannprisen | Laur | [ 3 ]  |
| 1977 | Barneplate       | Folk Og Røvere I Kardemomme By | Spellemannprisen | Laur | [ 3 ]  |
| 1985 | Årets Barneplate | De Beste Egner-Viser           | Spellemannprisen | Laur | [ 3 ]  |